# Wendy Moniz
Wendy Moniz, född 19 januari 1969 i Kansas City, Missouri, USA, är en amerikansk skådespelerska. Hon är mest känd för sin roll som Dinah Marler Thorpe Jessup i TV-serien Guiding Light.
Från 2000 till 2001 spelade hon Rachel McCabe i dramaserien Nash Bridges med Don Johnson i titelrollen. Moniz har även förekommit i Guardian där hon spelar den vackra Louisa ”Lulu” Archer i tre avsnitt. 2005 gästspelade hon i Law & Order.